# Brenda Marshall
Brenda Marshall (Negros, Filipines, 29 de setembre de 1915 − Palm Springs, Califòrnia, 30 de juliol de 1992) va ser una actriu estatunidenca.

## Biografia
Nascuda Ardis Ankerson Gaines a l'illa de Negros a les Filipines, Brenda Marshall va fer la seva primera aparició a la pel·lícula Espionage Agent el 1939.
L'any següent, té el paper femení principal a la pel·lícula El falcó del mar amb Errol Flynn.
Poc temps després, es casa el 1941 amb William Holden amb qui té dos fills: Peter Westfield, el 1944, i Scott Porter el 1946. La seva filla Virginia, nascuda d'una precedent unió, és adoptada per Holden. Al mateix temps, la seva carrera declina ràpidament. Roda tanmateix algunes pel·lícules, destacant Captains of the Clouds amb James Cagney.
El 1943 The Constant Nymph  va ser un èxit popular. Tanmateix, s'aparta a poc a poc de la pantalla, apareixent només en algunes pel·lícules poc interessants. El 1950, pren definitivament les seves distàncies amb el cinema.
Després de diverses separacions, Marshall i Holden es divorcien el 1971. Marshall morirà d'un càncer de coll als 76 anys, a Palm Springs, Califòrnia.

## Filmografia
- 1939: Blackwell's Island: Reynolds' Secretary
- 1939: Espionage Agent: Brenda Ballard
- 1940: The Man Who Talked Too Much: Celia Farrady
- 1940: El falcó del mar (The Sea Hawk): Doña Maria Alvarez de Cordoba
- 1940: Money and the Woman: Barbara Patteson (Patterson als Credits)
- 1940: East of the River: Laurie Romayne
- 1940: South of Suez: Katharine 'Kit' Sheffield
- 1941: Footsteps in the Dark: Rita Warren
- 1941: Singapore Woman: Vicki Moore
- 1941: Highway West: Claire Foster
- 1941: The Smiling Ghost: Lil Barstow
- 1942: Captains of the Clouds: Emily Foster
- 1942: You Can't Escape Forever: Laurie Abbott
- 1943: The Constant Nymph: Toni Sanger
- 1943: Background to Danger:Tamara Zaleshoff
- 1943: Paris After Dark: Yvonne Blanchard
- 1946: Strange Impersonation: Nora Goodrich
- 1948: Whispering Smith: Marian Sinclair
- 1950: The Iroquois Trail: Marion Thorne